# Бумажная маска
«Бумажная маска» — кинофильм. Экранизация произведения, автор которого — Джон Колли.

## Сюжет
Плох тот медбрат, который не мечтает стать доктором. Только одни для этого старательно учатся много лет, а вот Мэттью просто присвоил документы врача, погибшего в результате автокатастрофы, и устроился на работу в травматологическое отделение бристольской больницы. Медсестра Кристина не сразу раскусила самозванца, полагая, что «забывание» им элементарных вещей объясняется волнением. Но даже её помощь не смогла предотвратить губительных последствий легкомыслия Мэттью.

## Интересные факты
Другое русское название — «Под чужим именем».